# Vivian Campbell
Pour les articles homonymes, voir Campbell.
Vous pouvez aider à l'améliorer ou bien discuter des problèmes sur sa page de discussion.
- Il ne cite pas suffisamment ses sources. Vous pouvez indiquer les passages à sourcer avec {{référence nécessaire}} ou {{Référence souhaitée}}, et inclure les références utiles en les liant aux notes de bas de page. (Marqué depuis avril 2024)
- Certaines informations devraient être mieux reliées aux sources mentionnées dans la bibliographie ou les liens externes. Améliorez sa vérifiabilité en les associant par des références. (Marqué depuis avril 2024)
- Il ne s’appuie pas, ou pas assez, sur des sources secondaires ou tertiaires. (Marqué depuis avril 2024)

- Archive Wikiwix
- Bing
- Cairn
- DuckDuckGo
- E. Universalis
- Gallica
- Google
- G. Books
- G. News
- G. Scholar
- Persée
- Qwant
- (zh) Baidu
- (ru) Yandex
- (wd) trouver des œuvres sur Wikidata

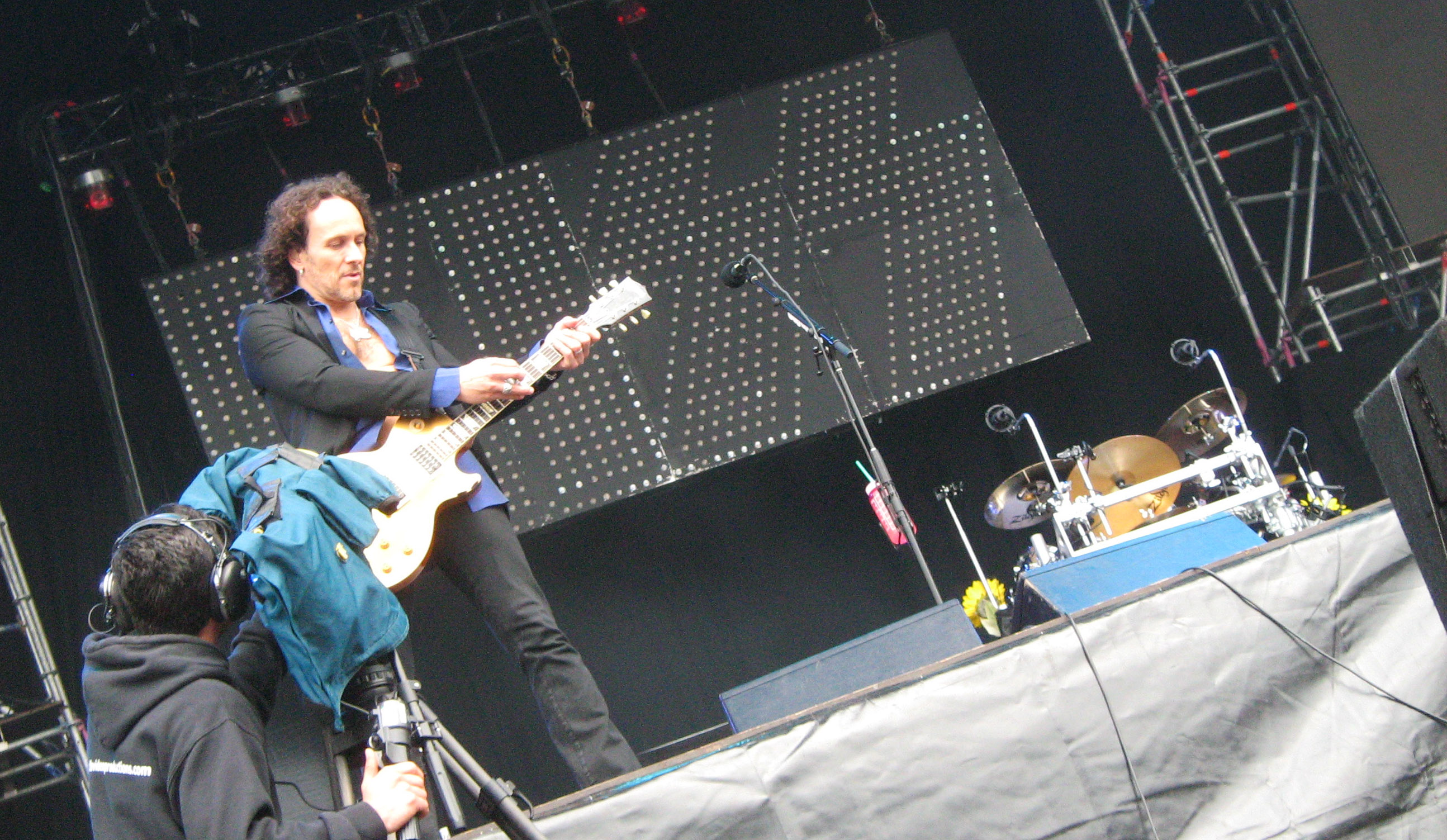
Vivian Campbell au Arrow Festival NL en 2008.

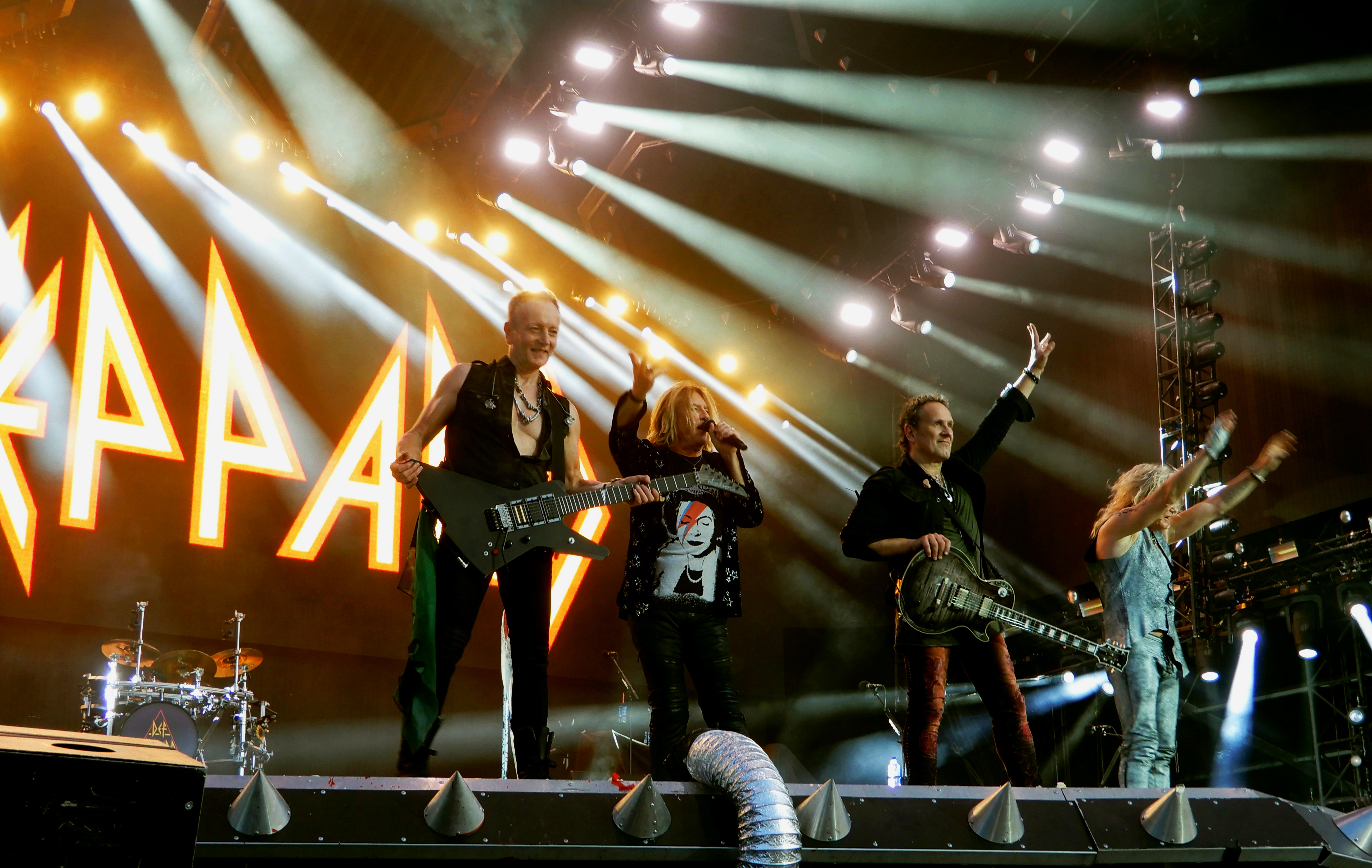
Vivian Campbell (Def Leppard) au Hellfest 2019

Vivian Patrick Campbell est un guitariste britannique né le 25 août 1962 à Belfast en Irlande du Nord. Il est un des guitaristes du groupe Def Leppard depuis 1992 et de Thin Lizzy depuis 2010. Il jouait précédemment dans les groupes Dio et Whitesnake.